# Шифр Рамзая
Шифр Рамзая — квадратный (шахматный) шифр, с наложенными на него дополнительными элементами тайнописи. 
Использовался советскими разведчиками после середины 1930-х годов. Значимым лицом в истории советского шифрования является Рихард Зорге (руководитель японской резидентуры ГРУ РККА «Рамзай»). Данный шифр является, скорее, типовым, ни в коем случае нельзя приписывать его изобретение самому Р. Зорге.
При передаче своих телеграмм в Москву, Зорге использовал преимущественно английский язык. Главным кодовым словом было выбрано "SUBWAY". Для создания таблицы дешифровки выписывался английский алфавит, верхняя строчка заменялась кодовым словом. Так же в конце алфавита добавлялось два дополнительных знака: "." и "/", которые использовались для перехода на цифровой код или разделения слов.
В таком виде, таблица подвергалась дальнейшим преобразованием. Используя анаграмму ASINTOER, которая является наиболее часто используемыми буквами английского языка.
Таким образом Зорге получал второй шаг создания своего шифра, он нумеровал все буквы из анаграммы по столбцам своей таблицы. Таким образом, получалась следующая таблица:
```
S=0	 U	B	W	A=5	Y
c	 d	E=3	f	g	h
I=1	 j	k	L	m	N=7
O=2	 p	q	R=4	T=6	v
x	 z	.	/
```

Далее разведчики получали следующий квадратный шифр:
```
 	0   1   2   3   4   5   6   7   8   9 
-	s	i	o	e	r	a	t	n	-	-
8	c	x	u	d	j	p	z	b	k	q
9	.	w	f	L	/	g	m	y	h	v
```

Дальнейший алгоритм шифрования очевиден. В верхней строке мы видим наиболее встречаемые в английском языке буквы, которым даны цифровые обозначения от 0 до 7. В две оставшиеся строки выписаны по порядку остальные буквы из таблицы «SUBWAY» (то же сверху вниз). Они получают обозначения в виде двоичных чисел от 80 до 99. Как видно, в верхней строке конечные клетки под номерами 8 и 9 пустые. Эти цифры становятся номерами строк в ключевой таблице. Таким образом, здесь мы имеем воплощение идеи так называемого пропорционального шифра, позволяющее резко уменьшить количество входящих в шифрограмму знаков. В зависимости от размера текста это сокращение доходило до 30%. А это было очень важно для облегчения самого процесса шифровки, затруднения возможной дешифровки противником и уменьшения времени передачи радиограмм. Отделение же в тексте однозначных знаков от двузначных (конечно, при знании кодовой таблицы) не представляет никаких трудностей. Это была великолепная идея неизвестного нам советского криптолога, нашедшая затем в мировой криптографии широкое распространение.